# Claude Grinberg
Claude Grinberg fue un director, guionista y actor televisivo de nacionalidad francesa, fallecido el 1 de abril de 2015.

## Filmografía

### Televisión
- 1973 : L'étang de la Breure
- 1974 : Des lauriers pour lila
- 1975 : Les compagnons d'Eleusis
- 1977 : Rendez-vous en noir
- 1980 : Légitime défense
- 1981 : Commissaire Moulin:
  - La bavure (1981)
  - Affectation spéciale (1977)
- 1989 : Le Triplé gagnant:
  -  Le dernier rendez-vous du président
- 1989 : Les Millionnaires du jeudi
- 1991 : Le Lyonnais:
  -  Morphée aux enfers
- 1992 : Nestor Burma:
  - Boulevard... ossements (1993)
  - Casse-pipe à la Nation (1992)
  -  Les cadavres de la plaine Monceau (1991)
- 1994 : Le juge est une femme:
  - Dérive mortelle (1995)
  - Danse avec la mort (1994)
- 2001 : Docteur Sylvestre:
  - Le prix de l'excellence
- 2002 : L'Aube insolite
- 2003 : La Maîtresse du corroyeur

### Cine
- 1969 : Heureux qui comme Ulysse, de Henri Colpi – ayudante de dirección
- 1969 : Erotissimo, de Gérard Pirès – ayudante de dirección
- 1975 : L'Agression, de Gérard Pirès – ayudante de dirección
- 1984 : Zacharius (más guion)